# Malayotyphlops koekkoeki
Espèce
Synonymes
- Typhlops koekkoeki Brongersma, 1934

Statut de conservation UICN

 DD  : Données insuffisantes
Malayotyphlops koekkoeki est une espèce de serpents de la famille des Typhlopidae.

## Répartition
Cette espèce est endémique de l'île de Bunyu au large de Bornéo en Indonésie.

## Description
L'holotype de Malayotyphlops koekkoeki mesure 445 mm.

## Étymologie
Cette espèce est nommée en l'honneur du peintre et illustrateur Marinus Adrianus Koekkoek (1873–1944).

## Publication originale
- Brongersma, 1934 : Contributions to Indo-Australian herpetology. Zoologische Mededelingen, vol. 17, p. 161-251 (texte intégral).